# ناحیه سیدی لحسن
ناحیه سیدی لحسن (به عربی: دائرة سیدی لحسن) یک ناحیه در الجزایر است که در استان سیدی بلعباس واقع شده‌است.